# Zhenyuan
Zhenyuan (en chino, 镇远; pinyin, Zhènyuǎn) es un condado bajo la administración directa de la Prefectura Qiandongnan en la Provincia de Guizhou, República Popular China. Su área es de 1889 km² y su población total para 2010 superó los 200 mil habitantes.

## Toponimia
El topónimo Zhenyuan aparece desde noviembre de 1258 y recibió este nombre debido a que está ubicado en una vía de tránsito y el terreno es difícil, de ahí el nombre, Zhen (镇 poblado) y Yuan (远 remoto) .

## Administración
Desde julio de 2020, el  condado Zhenyuan se divide en 12 pueblos que se administran en 8 poblados,  3 villas y 1 villa étnica.